# Dörnbach (Rockenhausen)

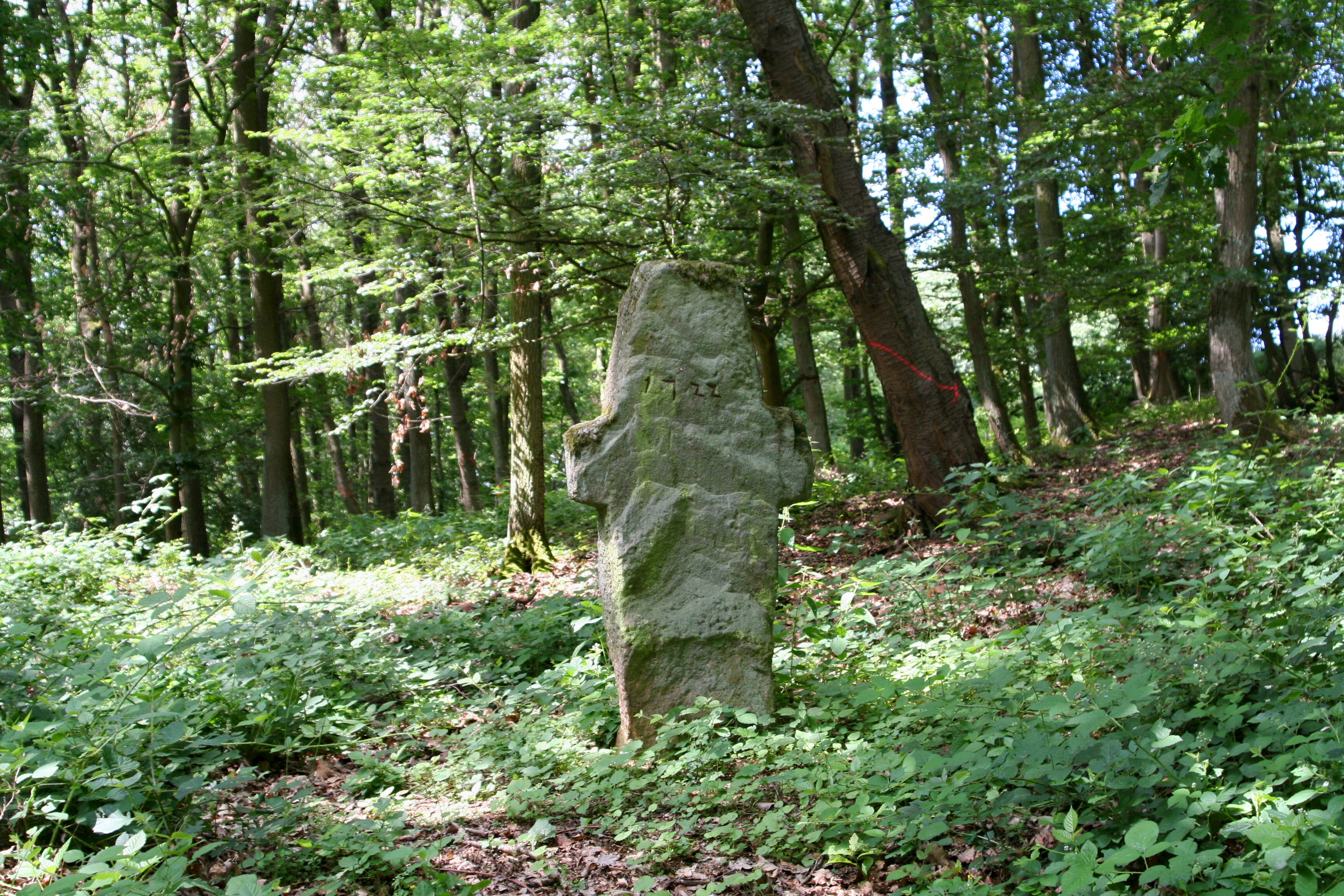
Steinkreuz im Eicheler-Wald

Dörnbach ist ein Stadtteil der im rheinland-pfälzischen Donnersbergkreis liegenden Stadt Rockenhausen.

## Lage
Dörnbach liegt etwa vier Kilometer südwestlich der Kernstadt Rockenhausen im Nordpfälzer Bergland. Der gleichnamige Bach, ein orographisch linker Nebenfluss der Alsenz, streift den nordöstlichen Siedlungsrand. Mitten durch den Ort fließt der Wetzenbach, der dort in den Dörnbach mündet.

## Geschichte
Die älteste erhaltene Erwähnung des Ortes stammt aus dem 12. Jahrhundert. Anfangs lautete der Name des Ortes Duringebach, was übersetzt so viel wie „Bach des Düring“ hieß und möglicherweise auf eine Besiedlung aus Thüringen hinweist. Das Kloster Otterberg war im Ort begütert.
Bis Ende des 18. Jahrhunderts gehörte der Ort zur Herrschaft Reipoltskirchen. Von 1798 bis 1814, als die Pfalz Teil der Französischen Republik (bis 1804) und anschließend Teil des Napoleonischen Kaiserreichs war, war Dörnbach in den Kanton Rockenhausen eingegliedert. Ab 1816 gehörte der Ort zu Bayern. Von 1818 bis 1862 war Dörnbach Bestandteil des Landkommissariat Kirchheim, das anschließend in ein Bezirksamt umgewandelt wurde. Am 1. Dezember 1900 wechselte die Gemeinde in das neu geschaffene Bezirksamt Rockenhausen. 1928 hatte Dörnbach 580 Einwohner, die in 122 Wohngebäuden lebten. Die Katholiken gehörten seinerzeit zur Pfarrei von Imsweiler, die Protestanten zu derjenigen von Rockenhausen. Ab 1938 war der Ort Bestandteil des Landkreises Rockenhausen. Nach dem Zweiten Weltkrieg wurde Dörnbach innerhalb der französischen Besatzungszone Teil des damals neu gebildeten Landes Rheinland-Pfalz. Im Zuge der rheinland-pfälzischen Verwaltungsreform wechselte der Ort in den neu geschaffenen Donnersbergkreis, drei Jahre später wurde er zudem Bestandteil der ebenfalls neu gebildeten Verbandsgemeinde Rockenhausen. Am 10. Juni 1979 wurde Dörnbach schließlich in die Nachbarstadt Rockenhausen eingemeindet.

## Politik

### Ortsbezirk
Dörnbach ist als Ortsbezirk ausgewiesen und besitzt deswegen einen Ortsbeirat und einen Ortsvorsteher.
Der Ortsbeirat besteht aus neun Mitgliedern.

Ortsvorsteher ist seit 2019 Georg Nickel (SPD). Er wurde Nachfolger von Uwe Bals (SPD).

### Wappen
Blasonierung: In Rot einen schwarzen Dornenkranz mit einem silbernen Wellenbalken.
Das Wappen wurde am 27. Oktober 1952 vom Ministerium des Innern in Mainz genehmigt.
Das Wappen ist ein redendes Wappen: Der Ortsname Dörnbach wird mit einem Dornenkranz und einem Wellenbalken als Bach dargestellt. Das Wappen ist erstmals im 18. Jahrhundert als Gerichtssiegel in Gebrauch gewesen.

## Infrastruktur
Durch den Ort verläuft die Kreisstraße 7, die ihn mit der südöstlich des Siedlungsgebietes verlaufenden Bundesstraße 48 verbindet. Mit drei Hofanlagen – zwei davon in der Hauptstraße und einer in der Hügelstraße – sowie einem Wegekreuz befinden sich vor Ort insgesamt vier Objekte, die unter Denkmalschutz stehen.

## Kultur und Sehenswürdigkeiten

### Kulturdenkmäler
Ein Steinkreuz, welches auch als „Mordstein“ bezeichnet wird, steht im Eicheler-Wald am Feldweg zwischen Hügelstraße und Dörrmoschel. Das Kreuz stammt der Inschrift „17 ZZ“ in alter Schreibweise zufolge aus dem Jahre 1522 und ist somit das älteste Steinkreuz der Pfalz. Bei dem Steinkreuz handelt es sich vermutlich um einen Sühnestein, der als Erinnerungsmal für einen Mord errichtet wurde.

## Straußjugend
Die Straußjugend organisiert verschiedene gesellschaftliche Veranstaltungen in Dörnbach, wie z. B. die jährlich stattfindende Kerwe mit kulturellen Höhepunkten, wie dem Kerweumzug und der Kerweredd.

## Söhne und Töchter von Dörnbach
- Valentin Schäfer (1882–1938), Politiker (SPD)